# جي. فريدريك راينهارد
جي. فريدريك راينهارد (بالإنجليزية: G. Frederick Reinhardt) هو دبلوماسي أمريكي، ولد في 21 أكتوبر 1911 في بيركيلي في الولايات المتحدة، وتوفي في 23 فبراير 1971 في Wohlen, Aargau ‏ في سويسرا بسبب مرض قلبي وعائي.

## وصلات خارجية
- جي. فريدريك راينهارد على موقع مونزينجر (الألمانية)
- جي. فريدريك راينهارد على موقع إن إن دي بي (الإنجليزية)